# Movila lui Burcel (sit SCI)
Movila lui Burcel este o arie protejată (arie specială de conservare — SAC, sit de importanță comunitară — SCI) din România, desemnată în scopul protejării biodiversității și menținerii într-o stare de conservare favorabilă a florei spontane și faunei sălbatice, precum și a habitatelor naturale de interes comunitar aflate în arealul zonei de protecție. Aceasta se întinde pe o suprafață de 15,9 ha, integral pe uscat.

## Localizare
Situl se întinde pe teritoriul administrativ al comunei Miclești din județul Vaslui. Centrul sitului Movila lui Burcel este situat la coordonatele 46°50′50″N 27°48′11″E / 46.847086°N 27.802994°E.

## Înființare
Situl Movila lui Burcel (ROSCI0117) a fost declarat sit de importanță comunitară în decembrie 2007 pentru a proteja o specie faunistică și două de plante. Acesta a fost protejat și ca arie specială de conservare în mai 2022 Arealul include rezervația naturală Movila lui Burcel.

## Biodiversitate
Situată în ecoregiunea continentală a Podișului Central Moldovenesc, aria protejată conține un habitat natural: Stepe ponto-sarmatice.
La baza desemnării sitului se află o specie faunistică aflată pe lista roșie a IUCN și două plante protejate la nivel european prin Directiva CE 92/43/CE din 21 mai 1992 (privind conservarea habitatelor naturale și a speciilor de faună și floră sălbatică); astfel: popândăul european (Spermophilus citellus), rățișoare (Iris aphylla subsp. hungarica) și capul șarpelui (Pontechium maculatum subsp. maculatum).
Pe lângă speciile protejate aflate la baza desemnării sitului, pe teritoriul acestuia au mai fost identificate 50 specii din flora spontană și fauna sălbatică a României, protejate la nivel european.